# Velan Studios
Velan Studios es una desarrolladora de videojuegos estadounidense con sede en Troy, Nueva York. Fundada en 2016 por Guha Bala y Karthik Bala, el estudio es más conocido por desarrollar Mario Kart Live: Home Circuit (2020) y Knockout City (2021).

## Historia
Velan Studios fue fundada en noviembre de 2016 por Guha Bala y Karthik Bala. Los hermanos Bala fundaron previamente Vicarious Visions en 1991 y dejaron la empresa en abril de 2016. Según los fundadores, el estudio tenía como objetivo desarrollar "juegos experimentales innovadores", y el término "velan" significa "portador de la lanza" en tamil. En julio de 2017, el equipo logró recaudar $7 millones en capital de riesgo para su primer proyecto. El primer juego del estudio fue Mario Kart Live: Home Circuit. El equipo completó el primer prototipo del juego en 2017 y Nintendo dio luz verde al proyecto después de reunirse con el equipo en su sede de Kioto. Home Circuit utiliza coches físicos controlados por radio que responden a la forma en que juega el jugador en el juego, y Velan Studios fue responsable del desarrollo del software, mientras que Nintendo se centró en la creación del hardware. El juego recibió críticas generalmente positivas cuando se lanzó en octubre de 2020.
En marzo de 2019, Electronic Arts anunció que se había asociado con Velan Studios para lanzar un juego de "acción en equipo". El juego se publicó bajo el programa EA Originals, la iniciativa de EA para apoyar a los juegos independientes. El programa permitió al estudio conservar el control creativo total y recibir la mayor parte de las ganancias del juego una vez recuperado el costo de desarrollo. El juego, titulado "Knockout City", se lanzó en mayo de 2021. El juego atrajo a 2 millones de jugadores en su primera semana de lanzamiento. Sin embargo, en junio de 2023, el juego y los servidores se cerraron posteriormente debido a la baja retención de jugadores.

## Videojuegos
| Año  | Título                        | Plataforma(s)                                                                     | Publicador                                            |
| ---- | ----------------------------- | --------------------------------------------------------------------------------- | ----------------------------------------------------- |
| 2020 | Mario Kart Live: Home Circuit | Nintendo Switch                                                                   | Nintendo                                              |
| 2021 | Knockout City                 | Windows, Nintendo Switch, PlayStation 4, PlayStation 5, Xbox One, Xbox Series X/S | Electronic Arts (2021–2022) Velan Studios (2022–2023) |
| 2023 | Hot Wheels: Rift Rally        | iOS, PlayStation 4, PlayStation 5                                                 | Velan Studios                                         |